# سوسنوفييتس
سوسنوفييتش (بالبولندية: Sosnowiec) وهي مدينة تقع جنوب بولندا في إقليم سيليزيا متعتبر ثاني أكبر مدينة في الإقليم بعد كاتوفيتسه حيث يبلغ عدد سكانها 214 ألف نسمة وتعرف بااللغة البولندية بسوسنا وتبلغ مساحة المدينة 91 كلم مربع.

## توأمة
لسوسنوفييتس اتفاقيات توأمة مع كل من:
- سوتشافا
- الدار البيضاء
- روبيه
- Komárom [الإنجليزية]‏
- Dziwnów [الإنجليزية]‏
- ديرهاتشي
- إيدار-أوبرشتاين
- ليه مورو

## أعلام
- اديسواف سيزيبلمان
- بيلا دارفي
- بولا كانيا
- باول جودوين
- إيوجين بولانسكي